# Timoney

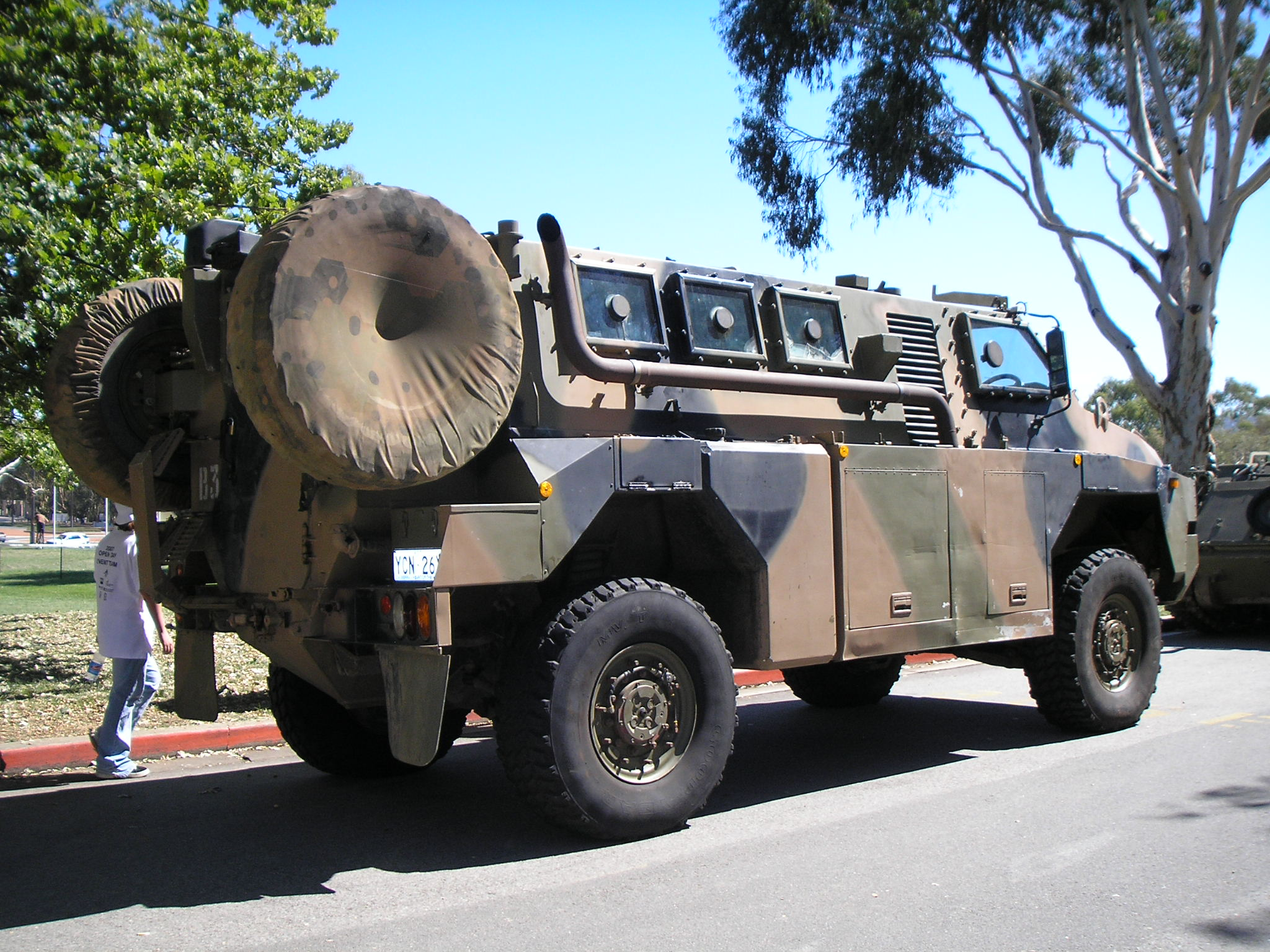
Timoney prototype van de Bushmaster

Timoney is een Iers bedrijf dat voornamelijk defensievoertuigen maakt, maar vroeger ook brandweerauto's bouwde.
Het bedrijf is in 1968 opgericht uit een schoolopdracht en heeft sindsdien een aantal panterswagens voor het Ierse en Belgische leger gemaakt, waarna men prototypes bouwde voor andere landen, zoals de Bushmaster.
De fabrikant levert ook speciale onafhankelijk geveerde assen voor vrachtwagens, zoals bijvoorbeeld aan het Nederlandse Ginaf.